# 1866 w polityce

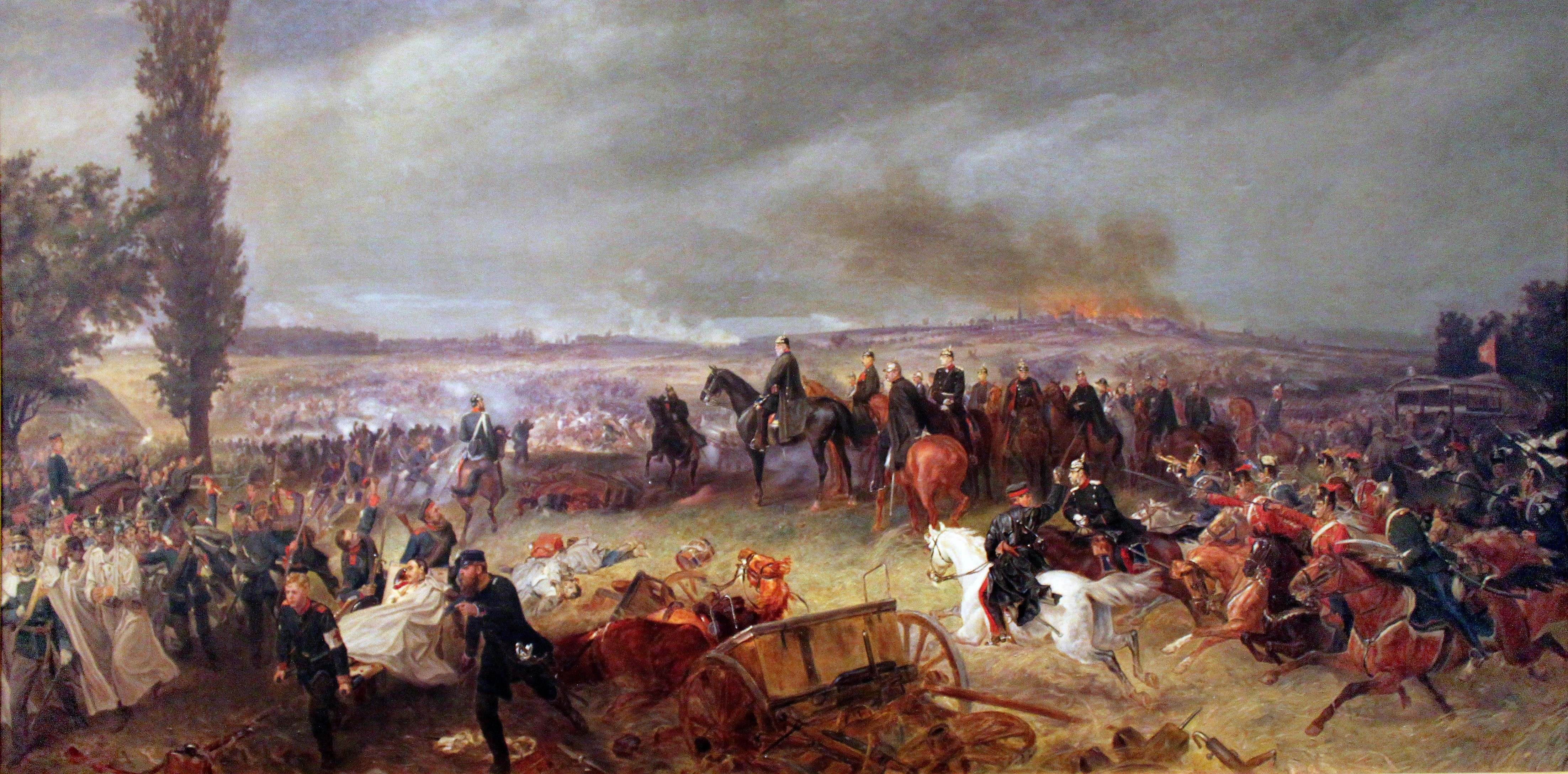
Bitwa pod Sadową

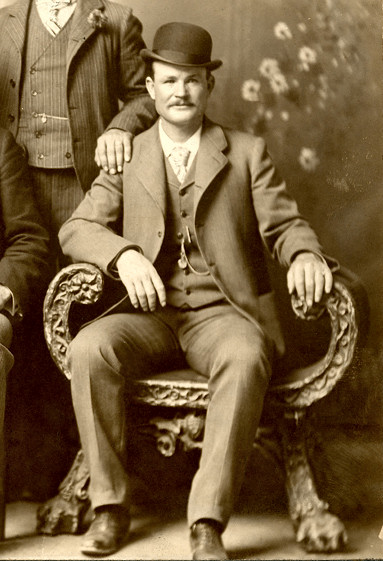
Butch Cassidy

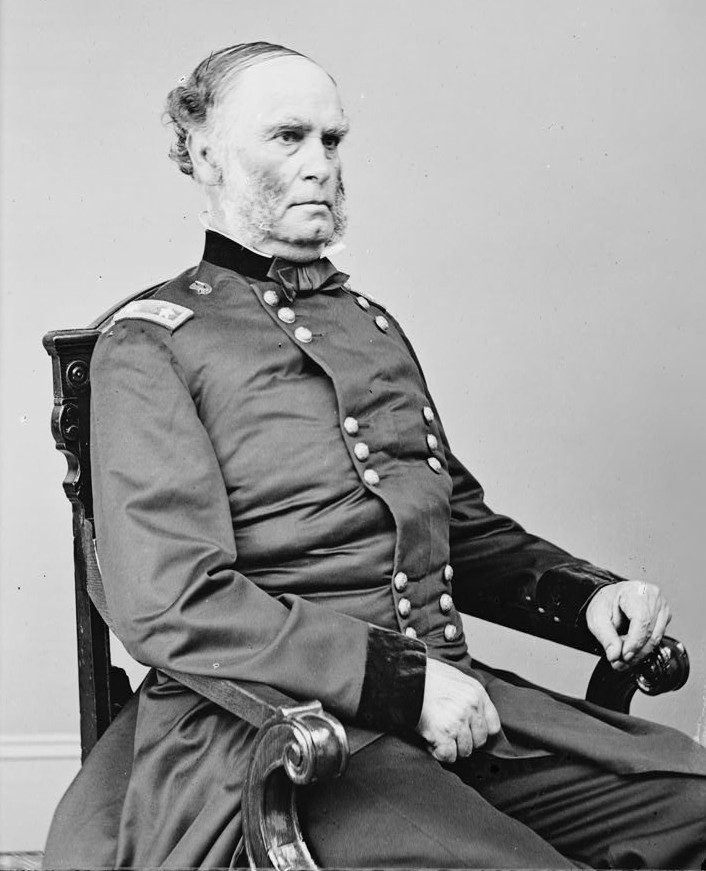
Samuel R. Curtis

Wydarzenia polityczne w 1866 roku.

## Wydarzenia
- 3 lipca bitwa pod Sadową w czasie wojny prusko-austriackiej[1]. Dowodzeni przez feldmarszałka Helmuta Karla von Moltke, wyposażeni w szybkostrzelną broń, Prusacy odnieśli zwycięstwo[1].

## Urodzili się
- 13 kwietnia Robert LeRoy Parker, znany jako Butch Cassidy, amerykański bandyta[2].
- 17 maja Julian Marchlewski, działacz robotniczy[3].
- 11 lipca Irena Hessen-Darmstadt, księżna Prus[4].
- 21 sierpnia Franciszek Salwator Toskański, arcyksiążę austriacki[5].
- 26 października Ignacy Daszyński, polski polityk[6].

## Zmarli
- 15 stycznia Rudolf von Auerswald, niemiecki polityk[7].
- 15 stycznia Massimo d’Azeglio, włoski polityk[8].
- 23 kwietnia Charles Grant, brytyjski polityk[9].
- 28 maja August Ludwig von Nostitz, pruski generał[10].
- 15 czerwca Zygmunt Jordan, polski generał[11].
- 1 sierpnia Luigi Carlo Farini, premier Włoch[12].
- 14 sierpnia Karol Kuzmány, słowacki pastor i działacz narodowy[13][14].
- 15 października Stanisław Lilpop, polski przemysłowiec[15].
- 26 grudnia Samuel R. Curtis, amerykański generał[16].